# تعقیب (فیلم ۲۰۰۷)
تعقیب (به انگلیسی: The Take) یک فیلم درام و جنایی آمریکایی محصول سال ۲۰۰۷ به کارگردانی برد فرمن با بازی جان لگویزمائو، تایریس گیبسون، بابی کاناوله و رزی پرز است. داستان مربوط به یک راننده کامیون زرهی است که از یک هواپیماربایی خشونت‌آمیز جان سالم به در می‌برد و در تعقیب مهاجمان خود وسواس پیدا می‌کند. این فیلم در ۱۱ آوریل ۲۰۰۸ منتشر شد.

## داستان
فلیکس (جان لگویزمائو) یک راننده ون امنیتی سخت کوش، شوهری دوست داشتنی برای همسرش مارینا (رزی پرز) و پدری دلسوز دو فرزند در محله بویل هایتس لس آنجلس است. فلیکس پس از ربوده شدن و شلیک گلوله به سر در طی یک هواپیماربایی به رهبری آدل بالدوین (تایریس گیبسون)، حافظه خود را از دست می‌دهد، رفتار نامنظم پس از ضربه از خود نشان می‌دهد و به عنوان مظنون اصلی جنایت معرفی می‌شود. از آنجایی که او نمی‌تواند هیچ گونه سرنخی برای مأمور اف‌بی‌آی استیو پرلی (بابی کاناوله) ارائه دهد، فلیکس مجبور می‌شود خودش سعی کند ضارب خود را پیدا کند.